# 1936年ガルミッシュ・パルテンキルヘンオリンピックのノルディック複合競技
1936年ガルミッシュ・パルテンキルヘンオリンピックのノルディック複合競技（1936ねんガルミッシュ・パルテンキルヘンオリンピックのノルディックふくごうきょうぎ）は1936年2月12日、2月13日に行われた。

## 競技の結果

### 個人
- 前半クロスカントリー1936年2月12日10:01～
- 後半ジャンプ1936年2月13日11:00～

| 順位 | 氏名                         | 国・地域         | 記録                   |
| ---- | ---------------------------- | ---------------- | ---------------------- |
| 金   | オッドビョルン・ハーゲン     | ノルウェー       | 430.3（CC1位、JP16位） |
| 銀   | オラフ・ホフスバッケン       | ノルウェー       | 419.8（CC2位、JP13位） |
| 銅   | スヴェレ・ブローダール       | ノルウェー       | 408.1（CC2位、JP28位） |
| 4    | ラウリ・ヴァロネン           | フィンランド     | 401.2（CC26位、JP1位） |
| 5    | フランチシェック・シミュネク | チェコスロバキア | 394.3（CC4位、JP33位） |
| 6    | ベルント・オスタルクロフト   | ノルウェー       | 393.8（CC6位、JP21位） |
| 7    | スタニスワフ・マルサシュ     | ポーランド       | 393.3（CC18位、JP3位） |
| 7    | ティモ・ムラマ               | フィンランド     | 393.3（CC13位、JP5位） |
| 9    | ヨハン・ラール               | チェコスロバキア | 387.4（CC16位、JP8位） |
| 10   | ニーロ・ニクネン             | フィンランド     | 383.8（CC9位、JP15位） |

## 各国メダル数
| 順 | 国・地域   | 金 | 銀 | 銅 | 計 |
| -- | ---------- | -- | -- | -- | -- |
| 1  | ノルウェー | 1  | 1  | 1  | 3  |